# فينوم (كوميكس)
فينوم (بالإنجليزية: Venom، وتعني "سم") شخصية خيالة شريرة ظهر لأول مره في عام 1984 في القصص المصورة التي نشرتها شركة مارفيل كومكس بجانب بطل السلسلة الرجل العنكبوت.